# Lisa Ryzih
Elizaveta Ryzih, detta Lisa (Omsk, 27 settembre 1988), è un'astista tedesca.

## Palmarès
| Anno | Manifestazione    | Sede           | Evento           | Risultato | Prestazione | Note                                     |
| ---- | ----------------- | -------------- | ---------------- | --------- | ----------- | ---------------------------------------- |
| 2003 | Mondiali allievi  | Sherbrooke     | Salto con l'asta | Oro       | 4,05 m      |                                          |
| 2004 | Mondiali juniores | Grosseto       | Salto con l'asta | Oro       | 4,30 m      |                                          |
| 2006 | Mondiali juniores | Pechino        | Salto con l'asta | Finale    | nm          |                                          |
| 2007 | Europei juniores  | Hengelo        | Salto con l'asta | 4ª        | 4,20 m      |                                          |
| 2009 | Europei under 23  | Kaunas         | Salto con l'asta | Oro       | 4,20 m      |                                          |
| 2010 | Europei           | Barcellona     | Salto con l'asta | Bronzo    | 4,65 m      |                                          |
| 2011 | Europei indoor    | Parigi         | Salto con l'asta | 7ª        | 4,50 m      |                                          |
| 2012 | Europei           | Helsinki       | Salto con l'asta | 7ª        | 4,40 m      |                                          |
| 2012 | Olimpiadi         | Londra         | Salto con l'asta | 6ª        | 4,45 m      |                                          |
| 2013 | Mondiali          | Mosca          | Salto con l'asta | 8ª        | 4,55 m      | Miglior prestazione personale stagionale |
| 2014 | Europei           | Zurigo         | Salto con l'asta | 4ª        | 4,60 m      |                                          |
| 2015 | Europei indoor    | Praga          | Salto con l'asta | Finale    | dns         |                                          |
| 2015 | Mondiali          | Pechino        | Salto con l'asta | 12ª       | 4,60 m      |                                          |
| 2016 | Europei           | Amsterdam      | Salto con l'asta | Argento   | 4,70 m      | Miglior prestazione personale stagionale |
| 2016 | Olimpiadi         | Rio de Janeiro | Salto con l'asta | 10ª       | 4,50 m      |                                          |
| 2017 | Europei indoor    | Belgrado       | Salto con l'asta | Argento   | 4,75 m      | Miglior prestazione personale            |
| 2017 | Mondiali          | Londra         | Salto con l'asta | 5ª        | 4,65 m      |                                          |
| 2018 | Mondiali indoor   | Birmingham     | Salto con l'asta | Finale    | nm          |                                          |
| 2019 | Mondiali          | Doha           | Salto con l'asta | 17ª       | 4,50 m      |                                          |

## Altre competizioni internazionali
2017
- Campionati europei a squadre di atletica leggera ( Villeneuve-d'Ascq)